# Luiz Eymard
Luiz Eymard Zech Coelho (Belo Horizonte, 20 de setembro de 1949) é ex-voleibolista brasileiro medalhista  de bronze no Pan de Cali 1971 e disputou a edição dos Jogos Olímpicos de Verão de 1972 servindo a seleção brasileira.

## Carreira
Luiz traz nas veias o voleibol por parte paterna, pois, seu pai Paulo de Souza Coelho foi ex-voleibolista do Minas Tênis Clube e Yara Ilze Zech Coelho, irmão dos ex-voleibolistas : Sérgio Bruno, Hélder, Carlos Rogério  e de Eduardo. Ele é pai do levantador Luizinho e tio do central Henrique Randow.Em 1970 esteve na seleção brasileira que disputou o Campeonato Mundial da Bulgária e foi a edição que marcou a primeira vitória em mundiais sobre a equipe dos Estados Unidos, resultado 3x0  (15/12, 15/6 e 15/3), mas o Brasil foi o décimo segundo colocado.
Também representando o Brasil pela seleção principal disputou o Pan de Cali 1971 quando foi medalhista de bronze. Em 1972 esteve no selecionado brasileiro que disputou a edição da Olimpíada de Munique, quando terminou na oitava posição, mas individualmente  esteve entre os seis melhores jogadores deste evento, sendo eleito o melhor atacante.
Luiz resolve  migrar em 1976 para os Estados Unidos, juntamente com Bebeto de Freitas, ambos pioneiros, onde passou a residir em Los Angeles, defendendo o Santa Bárbara Spikers da Califórnia, atuando com o Bebeto de Freitas, foi campeão da Liga Profissional Estadunidense de 1978 e vice-campeão  da edição de 1979, retornando apenas em 1981, quando passou a jogar pelo Clube Atlético Mineiro na época  arquirrival do Minas Tênis Clube. No Galo também jogavam seus irmãos: Carlos Rogério e Hélder; além destes também tinha: Pelé, Fernandão, Badalhoca, Aloísio, Cacau,  Zé Roberto Guimarães,  e nesta equipe Luiz sagrou-se tricampeão  do Campeonato Mineiro  nos  anos de 1981, 1982 e 1983, conquistando também o bicampeonato Metropolitano. Retornando ao Minas nesse último ano.
Continua ligado ao esporte, desempenhando cargos no Minas Tênis Clube. De 2002 a 2005  foi o Presidente do Conselho Deliberativo  ABEM- Associação Beneficente dos Empregados do Minas.Atualmente é o Gerente de Esportes do Minas Tênis Clube, na gestão  atual do presidente  Sérgio Bruno Zech Coelho.

## Clubes
| Clube                 | País           | De   | Até  |
| Minas                 | Brasil         | ?    | 1976 |
| Santa Barbara Spikers | Estados Unidos | 1976 | 1980 |
| Atlético Mineiro      | Brasil         | 1981 | 1983 |
| Minas                 | Brasil         | 1983 | ?    |

## Títulos e Resultados
- 1970- 12º Lugar do Campeonato Mundial (Sófia ,  Bulgária)[4]
- 1972- 8º Lugar da Olimpíada (Munique,  Alemanha)[2]
- 1978- Campeão do Liga Norte-Americana[7]
- 1979- Vice-campeão do Liga Norte-Americana[7]
- 1981- Campeão do Campeonato Mineiro[6]
- 1982- Campeão do Campeonato Mineiro[6]
- 1983- Campeão do Campeonato Mineiro[6]

## Premiações Individuais
- 1972- Melhor Atacante da Olimpíada de Munique[6]

## Ligações Externas
- Profile Luiz Zech